# Sitelen pona
（直译为“好的书写”，ˈsitelen ˈpona），是由索尼娅·朗创造的用于道本语的语素文字。每个道本语单词都有独自的符号，道本语社区编写的一些漫画也使用书写。

## 历史
是由道本语作者索尼娅·朗为即将发布的道本语教科书而设计的。2013年，她发表了一页列出20个符号的页面作为该书内容样本。 2014年出版的《道本语：好的语言》一书，其中有一个章节首次对进行了完整的描述。  
2024年，索尼娅·朗出版了《绿野仙踪》的道本语版，这是针对道本语初学者的插图故事书，其中所有的道本语文本都是用书写的。这是第一本以为书写系统出版的书籍。

## 概述
通常从左到右、从上到下书写，属于语素文字。每个道本语单词都由单个字符表示。许多文字源自通用符号，如路标、数学符号和表情符号。 《史密斯杂志》的一篇文章称之为“一种圣书体似的、有着曲里拐弯的线条和儿童涂鸦似的图案的文字”。
可以通过将修饰语字素嵌套在中心语字素内或写在其上方来表示一个中心语后面跟着一个修饰语， 如表示道本语的符号（ ，好的语言）就是由修饰语字素（好的）嵌套在中心语字素内（语言）。 

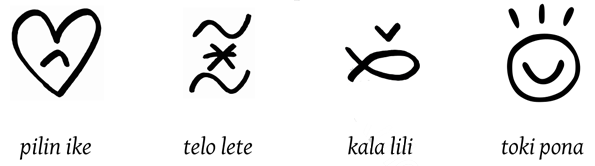
使用sitelen pona书写的几个定中短语

### 名字

这句话“ma Kanata li suli”中的Kanata（加拿大）使用kasi alasa nasin awen telo a拼写。

名字是通过将多个字符写在圆角矩形形状的框中来书写的，里面的每个字符代表其单词的第一个音素，名字中使用的特定字符可以传达它的含义。 

### 标点
中标点符号的使用没有正式规则，大部分人只使用句号。在《道本语：好的语言》中，句子结束后并不使用句号，而是使用空格或换行。使用句号时，通常使用英文句号（.），间隔号（·）或CJK式句号（。）
通常禁止使用问号和感叹号，因为它们与单词（什么）和（表示祈使）的字符相似。
使用引号时，最常见的是双引号（"..." ），但也有许多人使用CJK式角括号（「...」）。

## 符号
索尼娅·朗出版的《道本语：好的语言》的英文原版介绍了120个象形文字符号，每个文字对应书中的每个核心词汇。
这本书的世界语版（Tokipono: La lingvo de bono）介绍了三个单词的替代书写方式。 

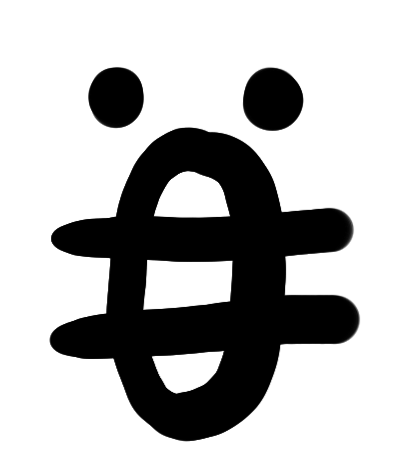
akesi
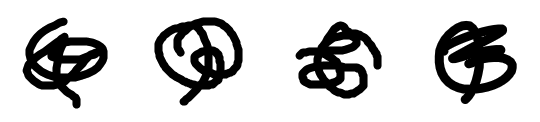
jaki
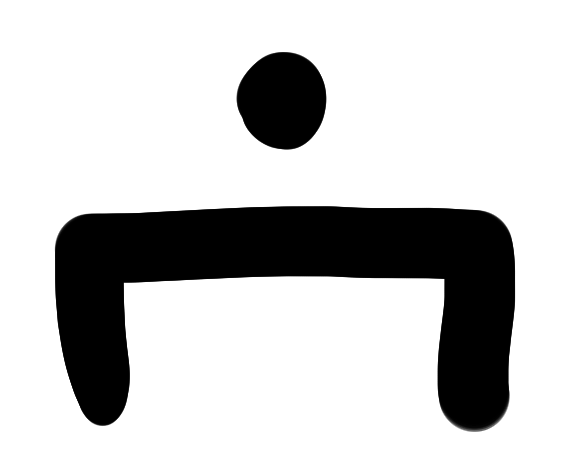
sewi

同一版本还收录了《道本语词典》中标记为“重要”的17个附加词（nimi ku suli）。这些是用于这些单词的符号中最常用的，但社区中仍存在分歧，所以以下符号可能会在未来更改。

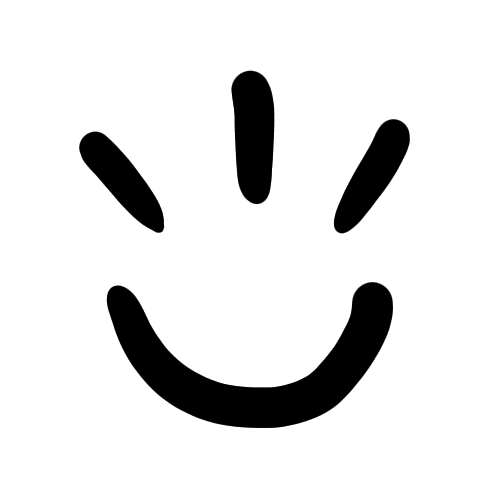
epiku
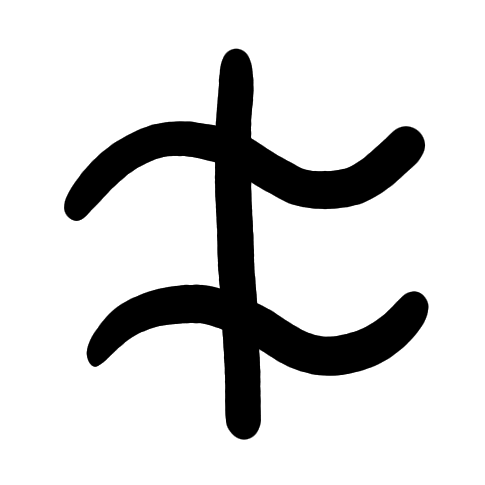
jasima
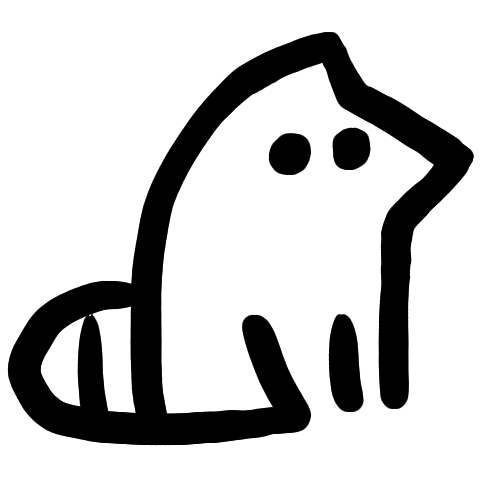
kijetesantakalu
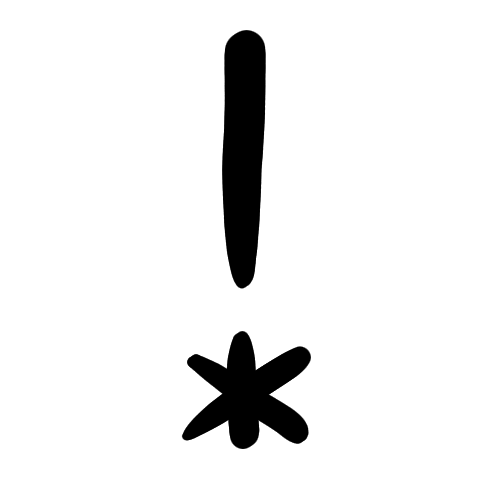
kin
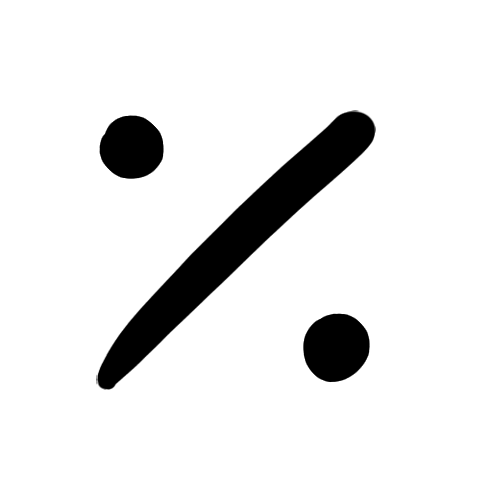
kipisi
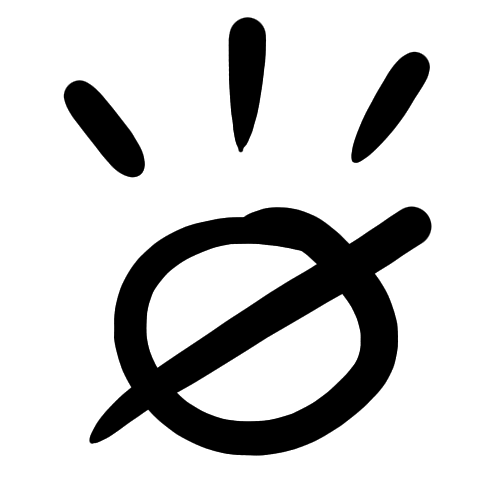
kokosila
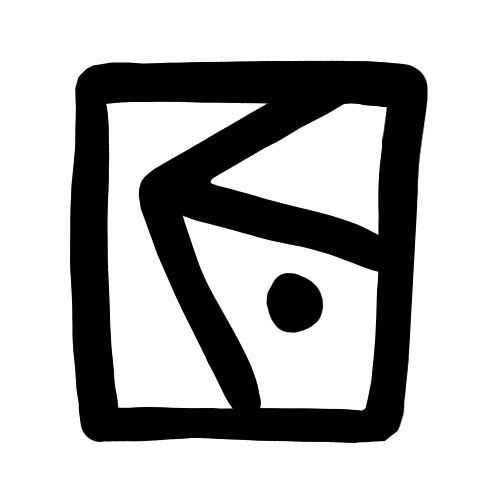
ku
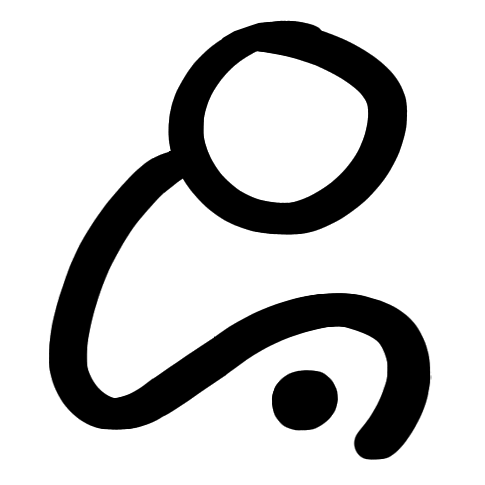
lanpan
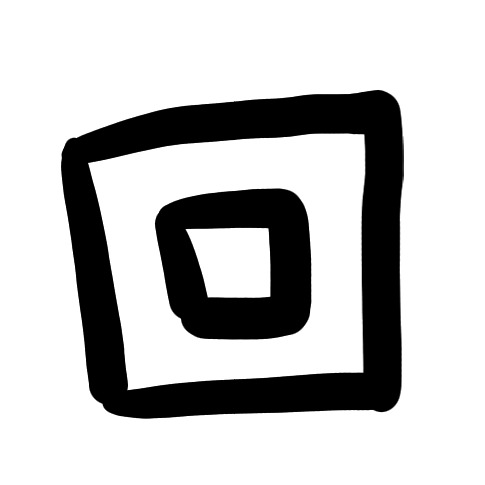
leko
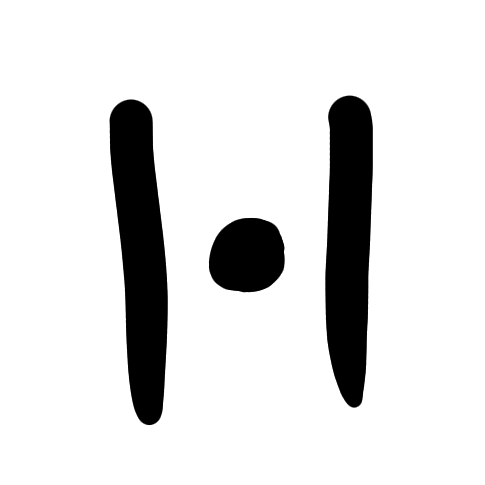
meso
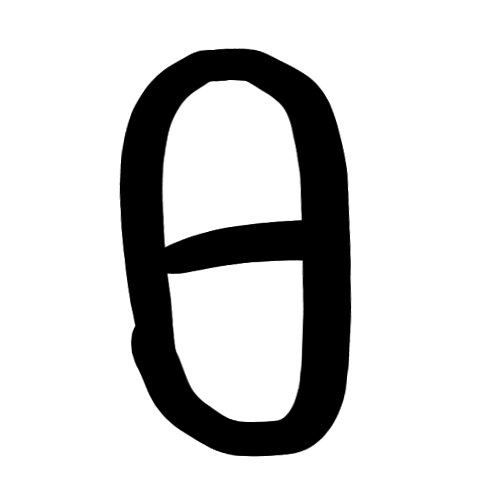
misikeke
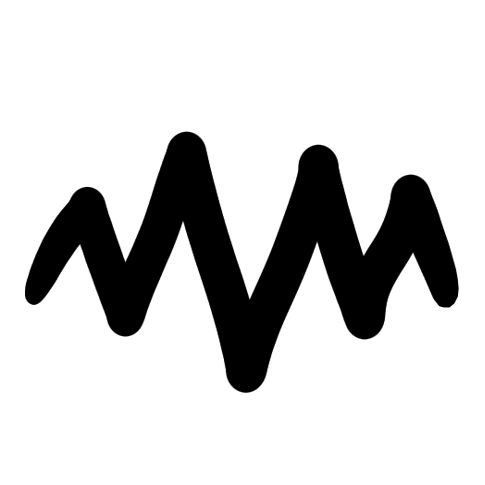
monsuta
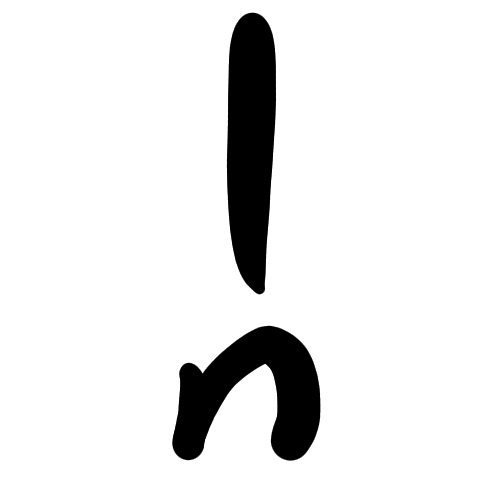
n
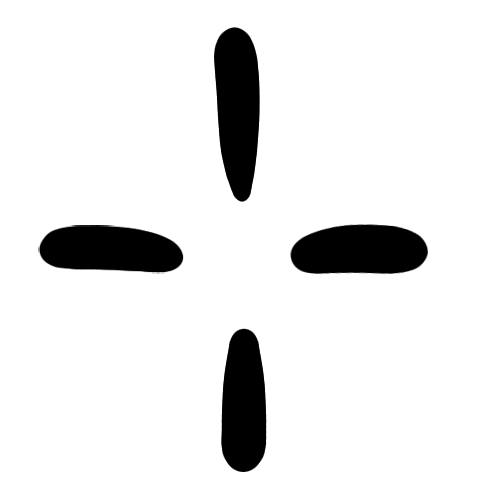
namako
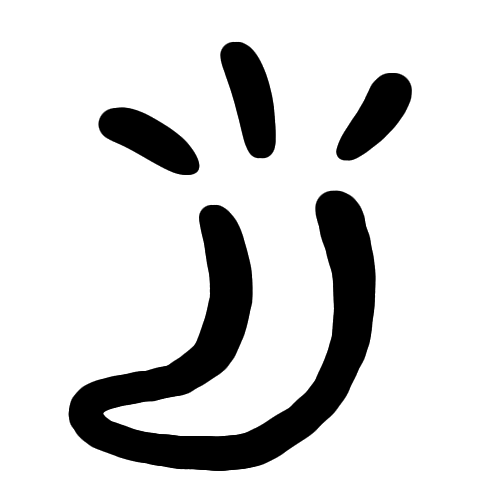
namako
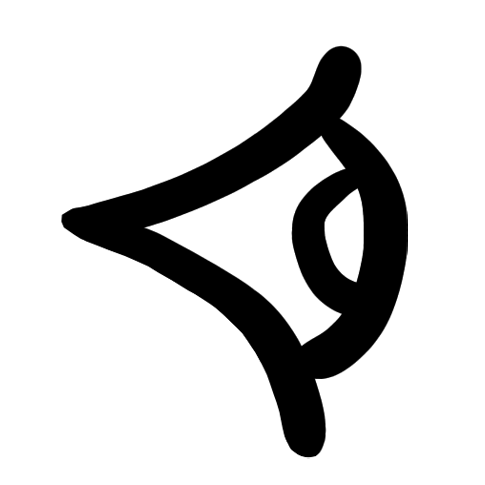
oko
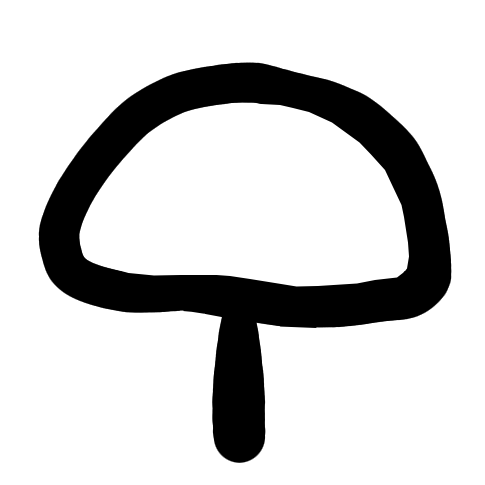
soko
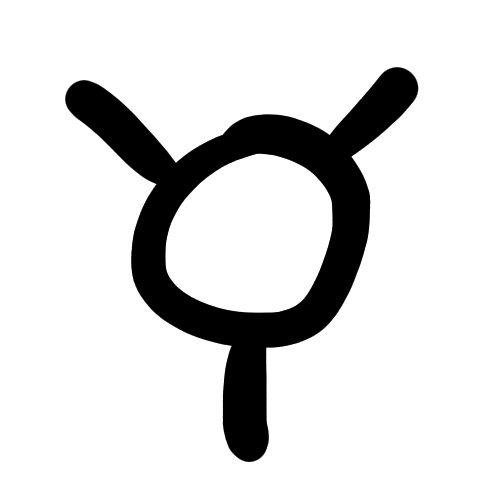
tonsi

## 编码
截至2024年4月，sitelen pona还没有加入Unicode，但于2022年被非官方地加入了CSUR，位于私人使用区范围U+F1900–U+F1AFF。

## 书籍

Lang, Sonja. . Tawhid. 2014. ISBN 978-0978292300. OCLC 921253340.
Lang, Sonja.  Toki Pona. Amazon Digital Services LLC - Kdp. 2024. ISBN 978-0-9782923-7-9.
ala
alasa
ale / ali
anpa
ante
anu
awen
e
en
esun
ijo
ike
ilo
insa
jaki
jan
jelo
jo
kala
kalama
kama
kasi
ken
kepeken
kili
kiwen
ko
kon
kule
kulupu
kute
la
lape
laso
lawa
len
lete
li
lili
linja
lipu
loje
lon
luka
lukin
lupa
ma
mama
mani
meli
mi
mije
moku
moli
monsi
mu
mun
musi
mute
nanpa
nasa
nasin
nena
ni
nimi
noka
o
olin
ona
open
pakala
pali
palisa
pan
pana
pi
pilin
pimeja
pini
pipi
poka
poki
pona
pu
sama
seli
selo
seme
sewi
sijelo
sike
sin
sina
sinpin
sitelen
sona
soweli
suli
suno
supa
suwi
tan
taso
tawa
telo
tenpo
toki
tomo
tu
unpa
uta
utala
walo
wan
waso
wawa
weka
wile